# Bandipalya, Arkalgud
Bandipalya là một làng thuộc tehsil Arkalgud, huyện Hassan, bang Karnataka, Ấn Độ.